# Фразаорт
Фразаорт (на латински: Phrasaortes, † 327/326 пр.н.е.) е персийски благородник и сатрап на македонския цар Александър Велики в провинция Персис през 4 век пр.н.е.
Той е персиец. Баща му, Реомитър, се бие против Александър в Битката при Граник 334 пр.н.е. и в Битката при Иса 333 пр.н.е., в която е убит. Фразаорт постъпва в свитата на Александър. През януари 330 пр.н.е. Александър побеждава персийския сатрап Ариобарзан и през 331 пр.н.е. поставя Фразаорт като сатрап на Персис, централната провинция на персийската империя със столица Персеполис. 
Фразаорт умира по времето, когато Александър е в Индия. Персиецът Орксин († 324 пр.н.е.) взема провинцията без да има това право.